# Irishtown (Dublin)
Pour l’article homonyme, voir Irishtown.
Irishtown (en irlandais : An Baile Gaelach) est un quartier de Dublin situé du côté sud de l’agglomération, au sud de Ringsend et au nord de Sandymount.

## Histoire
À la fin du XIXe siècle et au début du XXe siècle, Irishtown était le lieu du Waxies' Dargle (en), une sortie annuelle des cordonniers dublinois (« waxies »), dont une célèbre chanson folklorique rappelle le souvenir.
Irishtown faisait partie du Pembroke Township (Pembroke, Dublin (en)) créé en 1863. Pembroke a été rebaptisé urban district (urban and rural districts (Ireland) (en)) en 1899, avant d'être aboli et placé sous la juridiction de la ville en 1930.